# Едвард Г. Робінсон
Едвард Голденберг Робінсон (англ. Edward G. Robinson, справжнє ім'я Емануель Голденберг (англ. Emanuel Goldenberg); 12 грудня 1893 — 12 січня 1973) — американський актор. Американський інститут кіномистецтва поставив його на 24-е місця у списку «100 найвизначніших зірок кіно».

## Вибрана фільмографія
| Рік  |   | Українська назва            | Оригінальна назва          | Роль                         |
| ---- | - | --------------------------- | -------------------------- | ---------------------------- |
| 1930 | ф | Поза законом                | Outside the Law            | Кобра Коллінз                |
| 1930 | ф | Вдова з Чикаго              | The Widow from Chicago     | Домінік                      |
| 1930 | ф | Маленький Цезар             | Little Caesar              | Цезар Енріко «Ріко» Банделло |
| 1931 | ф | Розумні гроші               | Smart Money                | Нік Венізелос                |
| 1932 | ф | П'ятизірковий фінал         | Five Star Final            | Рендалл                      |
| 1931 | ф | Слизькі перли               | The Slippery Pearls        | ганстер                      |
| 1944 | ф | Подвійна страховка          | Double Indemnity           | Бартон Кіз                   |
| 1945 | ф | Вулиця гріха                | Scarlet Street             | Крістофер Крос               |
| 1946 | ф | Чужинець                    | The Stranger               | містер Вілсон                |
| 1956 | ф | Десять заповідей            | The Ten Commandments       | Датан                        |
| 1969 | ф | Маккенове золото            | Scarlet Street             |                              |
| 1971 | ф | Старий, який кричав "Вовк!" | The Old Man Who Cried Wolf | Еміль Пульски                |